# Willy In 't Ven
Willy In 't Ven, né le 1er mars 1943 à Turnhout, est un coureur cycliste belge.

## Biographie
Professionnel de 1966 à 1978, Willy In 't Ven a obtenu l'essentiel de ses succès avec l'équipe Mann-Grundig, avec laquelle il a débuté, entre 1966 et 1970. Il remporte ainsi le Grand Prix d'Isbergues en 1968, la Flèche brabançonne et le Circuit des bords flamands de l'Escaut en 1969. Il gagne une étape du Tour d'Espagne 1970 et termine ce dernier à la cinquième place. Après une saison chez Flandria-Mars, il rejoint Molteni en 1972. Il y court deux ans aux côtés d'Eddy Merckx et participe à son succès sur le Tour de France 1972. Il s'impose sur le Grand Prix E3 en 1973.
Le frère de Willy In 't Ven, Paul, a également été coureur professionnel de 1967 à 1971, de même que son fils Danny en 1992 et 1993.

## Palmarès

### Palmarès amateur
- 1964
  - 1re étape du Tour de Namur
- 1965
  - Une étape de la Ronde des Flandres
  - 2e de la Coupe Egide Schoeters
  - 3e du championnat de Belgique sur route amateurs

### Palmarès professionnel
| - 1966 - 3e de Liège-Bastogne-Liège - 1967 - Circuit de Belgique centrale - Deux Jours de Bertrix : - Classement général - 2e étape - Kessel-Lier - 2e du Tour de Cologne - 2e du championnat de Belgique sur route - 3e du Tour du Condroz - 3e du Grand Prix d'Isbergues - 1968 - 3ea étape du Tour de France (contre-la-montre par équipes) - Grand Prix d'Isbergues - 2e du Tour du Condroz - 3e de la Flèche des Polders - 1969 - Flèche brabançonne - 2eb étape du Tour de Belgique (contre-la-montre par équipes) - 3e étape des Quatre Jours de Dunkerque - Circuit des bords flamands de l'Escaut - 3e du Circuit du Tournaisis - 3e des Quatre Jours de Dunkerque - 10e de Liège-Bastogne-Liège - 1970 - 17e étape du Tour d'Espagne - 3e du Trophée Baracchi (avec Herman Van Springel) - 5e du Tour d'Espagne - 7e de Liège-Bastogne-Liège | - 1971 - 3e du Circuit du Brabant central - 3e de la Flèche des Polders - 1972 - 3eb étape du Tour de France (contre-la-montre par équipes) - 1973 - Grand Prix E3 - 6eb étape du Tour d'Espagne (contre-la-montre par équipes) - 3e du Tour du Condroz - 10e du Tour des Flandres - 1975 - 2e du Circuit de Niel - 1976 - 2e du Grand Prix du 1er mai - 2e du Grand Prix de Hannut - 3e du Circuit de la vallée de la Senne - 1977 - 3e du Circuit du Tournaisis - 3e du Championnat des Flandres - 1978 - 3e du Tour du Condroz |  |

## Résultats sur les grands tours

### Tour de France
7 participations
- 1966 : 74e
- 1967 : 51e
- 1968 : 57e, vainqueur de la 3ea étape (contre-la-montre par équipes)
- 1969 : abandon (16e étape)
- 1970 : 89e
- 1972 : 51e, vainqueur de la 3eb étape (contre-la-montre par équipes)
- 1977 : hors-délai (17e étape)

### Tour d'Espagne
5 participations
- 1970 : 5e, vainqueur de la 17e étape
- 1971 : abandon (17e a étape)
- 1973 : 41e, vainqueur de la 6eb étape (contre-la-montre par équipes)
- 1974 : 31e
- 1975 : 37e

### Tour d'Italie
1 participation
- 1977 : 89e